# Mountainbike-Marathon-Weltmeisterschaften 2021
Die Mountainbike-Marathon-Weltmeisterschaften 2021 fanden am 2. Oktober 2021 in Capoliveri auf der italienischen Insel Elba statt. 
Das Rennen der Männer ging über 115 km und 4.500 Höhenmeter, das der Frauen über 80 km und 3.100 Höhenmeter. Neuer Weltmeister wurde Andreas Seewald, neue Weltmeisterin Mona Mitterwallner.

## Männer
| Platz | Land | Athlet          | Zeit        |
| ----- | ---- | --------------- | ----------- |
| 1     | GER  | Andreas Seewald | 6:02:03,3 h |
| 2     | COL  | Diego Arias     | 6:04:27,7 h |
| 3     | POR  | José Días       | 6:07:34,6 h |
| 4     | BEL  | Wout Alleman    | 6:11:30,6 h |
| 5     | SUI  | Marc Stutzmann  | 6:11:47,9 h |
| 6     | AUT  | Karl Markt      | 6:13:08,0 h |

Datum: 2. Oktober 2021

Insgesamt waren 114 Teilnehmer gemeldet, 75 erreichten das Ziel.

## Frauen
| Platz | Land | Athlet             | Zeit        |
| ----- | ---- | ------------------ | ----------- |
| 1     | AUT  | Mona Mitterwallner | 4:48:54,1 h |
| 2     | POL  | Maja Włoszczowska  | 4:50:07,4 h |
| 3     | ESP  | Natalia Fischer    | 4:56:31,3 h |
| 4     | ITA  | Giada Specia       | 4:59:32,8 h |
| 5     | SUI  | Ariane Lüthi       | 5:03:14,6 h |
| 6     | RSA  | Robyn de Groot     | 5:03:38,0 h |
| ...   |      |                    |             |
| 8     | GER  | Adelheid Morath    | 5:97:40,5 h |

Datum: 2. Oktober 2021

Insgesamt waren 50 Teilnehmerinnen gemeldet, 40 erreichten das Ziel.